# Machthebbers in 1058
In 1058 n.Chr.  waren onderstaande personen in machtsposities.

## Europa
| Land                | Positie              | Dynastie          | Machthebber              | Tijdvak      |
| ------------------- | -------------------- | ----------------- | ------------------------ | ------------ |
| Schotland           | Koning               | Alpin             | Lulach                   | 1057 - 1058  |
| Schotland           | Koning               | Dunkeld           | Malcolm III              | 1058 - 1093  |
| Engeland            | Koning               |                   | Harold II                | 1053 - 1066  |
| Wales               | Prins van Deheubarth |                   | Gruffydd ap Llywelyn     | 1055 - 1063  |
| Wales               | Koning van Gwent     |                   | Cadwgan ap Meurig        | 1045 - 1074  |
| Wales               | Koning van Gwynedd   |                   | Gruffydd ap Llywelyn     | 1039 - 1063  |
| Frankrijk           | Koning               | Capetingen        | Hendrik I                | 1031 - 1060  |
| Kerkelijke Staat    | Paus                 |                   | Stephanus IX (X)         | 1057 - 1058  |
| Kerkelijke Staat    | Paus                 | Nicolaas II       | 1058 - 1061              |              |
| Byzantium           | Keizer               |                   | Isaäk I Komnenos         | 1057 - 1059  |
| Aragon              | Koning               |                   | Ramiro I                 | 1035 - 1063  |
| Aragon              | Hertog van Barcelona |                   | Ramon Berenguer I        | 1035 - 1076  |
| Navarra             | Koning               |                   | Sancho IV                | 1054 - 1076. |
| Castilië            | Koning               |                   | Ferdinand I van Castilië | 1035 - 1065  |
| Taifa Sevilla       | Emir                 | Abbadiden         | Abbad II al-Mu'tadid     | 1042 – 1069  |
| Kievse Rijk         | Grootvorst           | Rurieken          | Izjaslav I van Kiev      | 1054 – 1078  |
| Heilige Roomse Rijk | Keizer               | Salische Dynastie | Hendrik IV               | 1056 – 1106  |

## Afrika
| Land   | Positie | Dynastie  | Machthebber                           | Tijdvak   |
| ------ | ------- | --------- | ------------------------------------- | --------- |
| Egypte | Kalief  | Fatimiden | Abū Tamīm Ma'add al-Mustanṣir bi-llāh | 1036-1094 |